# Micropênis
|                               |  |                   |
| Micropênis flácido (esquerda) |  | e ereto (direita) |

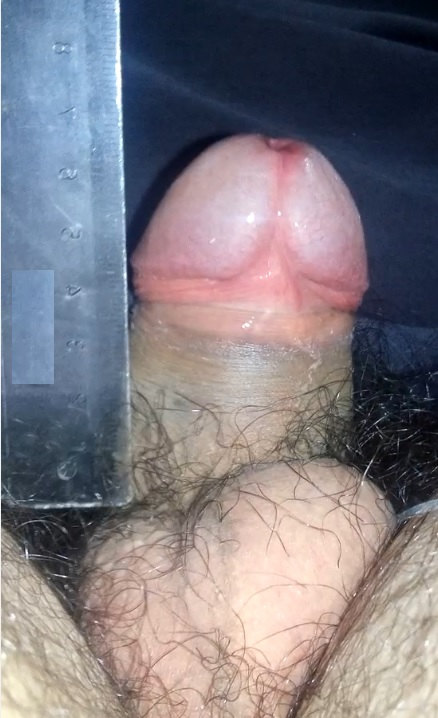
Micropênis medido com uma régua.

Um micropênis (português brasileiro) ou micropénis (português europeu) é normalmente referido no contexto médico como uma condição de um pênis cujo comprimento quando esticado flácido é mais do que 2,5 desvios padrões abaixo do tamanho médio para a faixa etária, porém funcionante.  Aproximadamente um em cada 200 homens possui.  Algumas causas identificáveis são a deficiência do hormônio do crescimento e/ou gonadotrofinas, pequenos graus de insensibilidade a andrógeno, diversas síndromes genéticas (doenças congênitas) e diversas variações em genes homeobox. Alguns tipos de micropênis podem ser tratados com hormônio do crescimento ou testosterona no início da infância, em adultos pode ser utilizada a cirurgia de Faloplastia (cirurgia para aumento peniano).

## Histórico médico
Uma notícia publicada na revista científica New Scientist do dia 6 de Dezembro de 2004 anunciou que "Um novo procedimento cirúrgico permitiu que homens com pênis anormalmente pequenos pudessem desfrutar de uma vida sexualmente completa e urinar de pé, alguns pela primeira vez. Pequenos micropênis já foram aumentados até o tamanho normal sem perder qualquer sensação erógena, dizem os médicos do Reino Unido".